# Нойбауэр, Теодор
Теодор Нойбауэр (12 декабря 1890, Витценхаузен, Гессен — 5 февраля 1945, Бранденбург-на-Хафеле) — немецкий политический и общественный деятель, депутат рейхстага от КПГ (1924—1933), участник Движения Сопротивления нацизму в Германии, журналист, редактор. Доктор наук.

## Биография

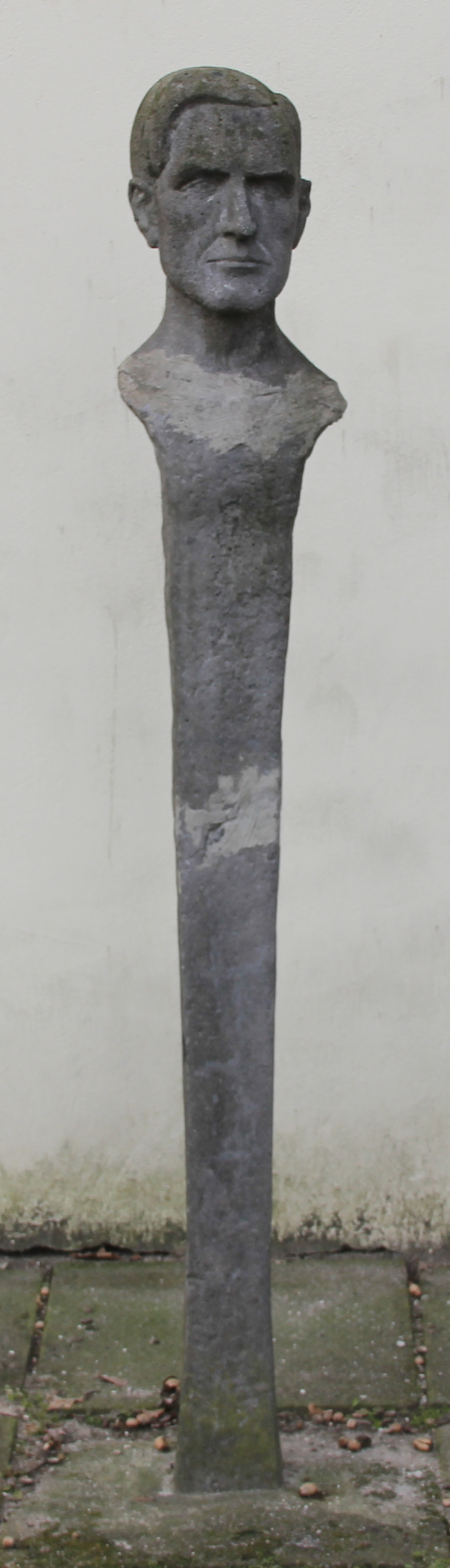
Памятник Т. Нойбауэру в Берлине

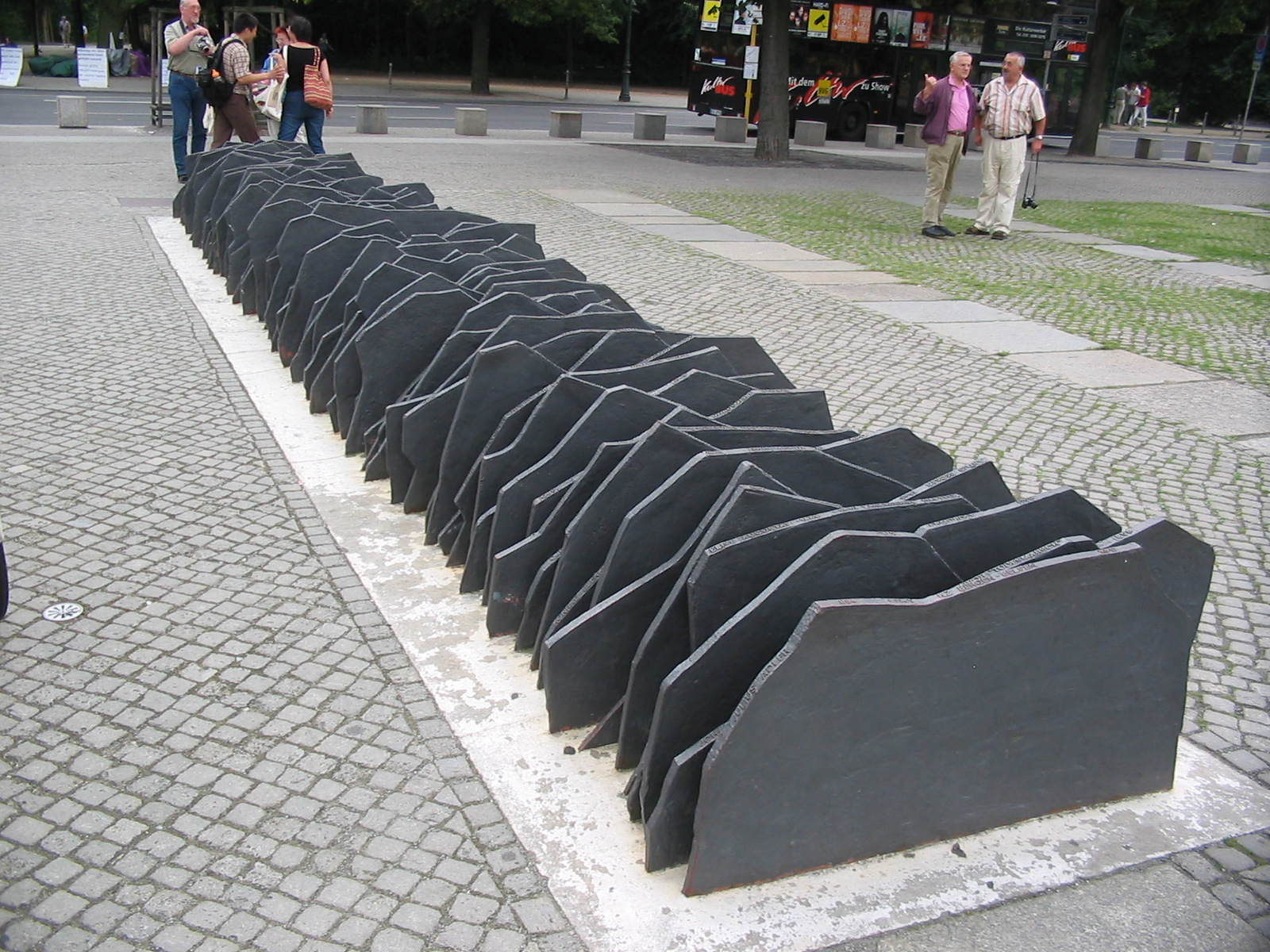
Мемориал жертвам 1933 года у Рейхстага в Берлине. 96 пластин памятника символизируют депутатов рейхстага, павших жертвой национал-социалистов

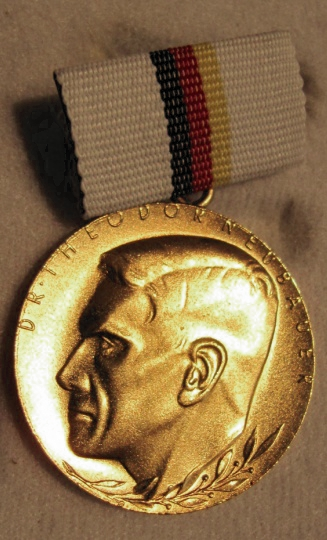
Золотая медаль Теодора Нойбауэра

С 1910 по 1913 год изучал историю и современные языки в университетах Брюсселя, Йены и Берлина, в 1913 году получил докторскую степень в области социально-экономических наук. Как политик, был активным национал-либералом. Участник Первой мировой войны, в 1914 году добровольцем пошёл на военную службу, в 1915 году стал лейтенантом, после отравления газом в 1917 году был уволен из армии. Затем учительствовал в Эрфурте.
В 1919 году вступил в Немецкую демократическую партию, затем примкнул к левому крылу Независимой социал-демократической партии Германии. За участие во всеобщей забастовке против Капповского путча, потерял работу, представители партии от Тюрингии устроили его на должность редактора левой газеты Freiheit. В конце 1920 года присоединился к компартии Германии, в сентябре 1921 года был избран в парламент Тюрингии от КПГ.
В 1924—1933 годах — депутат депутат рейхстага от КПГ. Член ЦК КПГ с 1930 г. Во фракционной борьбе 1925/1926 годов был на стороне ультралевых.
После прихода национал-социалистов к власти принял участие в нелегальном заседании ЦК КПГ в феврале 1933 года под Берлином. В марте 1933 года работа в подполье, но 3 августа был арестован. После жестоких пыток в Бранденбургской тюрьме был заключен в концлагеря сперва в концлагерь Лихтенбург, затем Бухенвальд. В концлагерях входил в руководство подпольной лагерной организации КПГ. В октябре 1933 г. участвовал в качестве свидетеля на процесс о поджоге Рейхстага, но несмотря на пытки, выступал в защиту обвиняемого Георгия Димитрова.
После освобождения из тюрьмы в сентябре 1939 года Нойбауэр переехал в Тюрингию и поселился в Бад-Табарце, где создал вместе с Магнусом Позером в 1941 году сеть антифашистского сопротивления. В соответствии с политикой единого фронта КПГ подготовил также широкомасштабную организацию движения сопротивления, выступал за объединение всех противников Гитлера за свободную Германию. В июле 1944 года был арестован, и в январе 1945 года приговорён народным судом Берлина к смертной казни за «приготовление к государственной измене и пособничеству врагу». 5 февраля 1945 года казнен на гильотине в тюрьме Бранденбург-Гёрден.

## Память
- В ГДР Теодора Нойбауэра помнили как борца антифашистского сопротивления.
- Его именем были названы улицы и школы, установлены памятники.
- В 1969 году его именем был назван Педагогический университет Эрфурта/Мюльхаузена.
- В 1992 года Нойбауэру была посвящена одна из 96 мемориальных досок памятника депутатам Рейхстага, убитым нацистами в Берлине.